# 厚木市
厚木市（日语：／ Atsugi shi */?）位於日本神奈川縣中心的都市，且是一個施行時特例市。

## 概要
厚木市是根據1986年落實的第4次首都圏基本計畫而成立的業務核都市，2002年4月1日升格為特例市。
由於有更早發展的同地名地區，因此大部分以「厚木」為名的公司和組織的總部均不位於本市，造成一些誤會，如以生产丝袜闻名的厚木株式会社位于隔壁的海老名市，厚木海军飞行场位于绫濑市和大和市，而厚木车站位于海老名市。

## 地理、地勢

### 地理
厚木市位於神奈川縣正中心，與東京和橫濱的直線距離分別為60公里和30公里。

## 交通

### 鐵路
雖然有與市名同名的「厚木站」，但不位於該市，而位於東鄰的海老名市。
小田急電鐵
- 小田原線：本厚木站 - 愛甲石田站

## 姊妹都市
國內
- 友好都市
  - 橫手市（秋田縣）－1985年（昭和60年）5月24日締結
  - 網走市（北海道）－2005年（平成17年）2月5日締結

國外
- 友好都市
  -  新不列顛市（美國康乃狄克州）－1983年5月31日締結
  -  揚州市（中華人民共和國江蘇省）－1984年10月23日締結
  -  軍浦市（大韓民國京畿道）－2005年2月5日締結

## 教育

### 大学
- 神奈川工科大學
- 松蔭大學

## 在本市出身的名人

### 藝人
- 榊原郁惠（藝人）
- 小泉今日子（歌手、女優）
- （藝人）
- （藝人）
- 一戶奈美（藝人）
- 鈴木藤丸（演員）
- 小林翼（童星）
- 小久保利惠（日本小姐）
- 吉田桂子（模特兒）
- （模特兒）

### 歌手、音樂家
- 前田亘輝（TUBE）
- 五十嵐美貴（SHOW-YA）
- 市川喜康（音樂製作人）
- 吉岡聖惠（生物股長）－出生於靜岡縣靜岡市
- 明希（SID）
- 熊井友理奈（Berryz工房）

### 運動員
- 備前夕子（排球運動員）
- 原辰德（讀賣巨人監督）
  - 出生於福岡縣大牟田市，曾於厚木市居住6年，就讀當地中小學。另外也有人認為出身於相模原市。
- 多村仁志（原名多村仁，棒球手）
- 館山昌平（棒球手）
- 尾形佳紀（棒球手）－出生於北海道札幌市
- 小宮山慎二（棒球手）
- 三橋直樹（棒球手）
- 茂庭照幸（足球員）
- 永里源氣（足球員）
- 永里優季（女子足球員）
- 田久保郁美（輪椅籃球員）

### 文化人、主播、政治家
- 和田傳（作家）
- 甘利明（政治家）
- 志村貴子（漫畫家）
- 小田切千（NHK主播）
- 鑓水由華（NHK主播）
- 天野政立（自由民權運動家）
- 石井慎二（原主播）

## 外部連結
- 厚木市政府網頁（页面存档备份，存于）
- 厚木市觀光協會 （页面存档备份，存于）
- 厚木商工會所 （页面存档备份，存于）
- 厚木青年會所 （页面存档备份，存于）
- My Town Club
- 厚木市教育委員會（中小學一覽） （页面存档备份，存于）
- 厚木的大名 （页面存档备份，存于）